# Cneo Cornelio Léntulo (cónsul 146 a. C.)
Cneo o Gneo Cornelio Léntulo  fue un político romano del siglo II a. C. perteneciente a la gens Cornelia.

## Familia
Léntulo fue miembro de los Cornelios Léntulos, una rama familiar patricia de la gens Cornelia. Fue hijo de Cneo Cornelio Léntulo; hermano de Lucio Cornelio Léntulo Lupo y, quizá, de Paula Cornelia, esposa de Cneo Cornelio Escipión Hispalo; y padre o abuelo de Cneo Cornelio Léntulo.

## Carrera pública
Fue pretor en 149 a. C. y cónsul en el año 146 a. C. junto con Lucio Mumio y lo mencionan Cicerón, Veleyo Paterculo  y los Fasti.